# Miroslav Volentics
Miroslav Volentics (* 24. September 1985) ist ein slowakischer Handballspieler, der in der Handball-Bundesliga zuletzt für die HSG Wetzlar spielte und dem Kader der slowakischen Nationalmannschaft angehört.

## Karriere
Miroslav Volentics spielte bis 2015 für den slowakischen Verein ŠKP Bratislava. Anschließend schloss sich der Rechtsaußenspieler dem deutschen Zweitligisten TuS Ferndorf an. Im September 2017 wechselte der Linkshänder für eine Saison zum Erstligisten HSG Wetzlar, um dort den langfristigen Ausfall des Rechtsaußen Tim Rüdiger zu kompensieren.